# クルディスタン議会
クルディスタン議会（クルディスタンぎかい、ソラニー: پەرلەمانی كوردستان）は、イラクのクルディスタン地域の議会である。

## 概要
イラク北部に位置するクルディスタン地域の国会にあたる一院制の議会である。イラク国内の行政区画の中でも広範な権限を持つ同地域の議会だけあって独立性が強く、クルディスタン議会で可決された法律は地域内では中央政府の法律よりも上位に位置づけられる。
1992年に初めての選挙が実施された。選挙は比例代表制（非拘束名簿式）で行われ、2025年現在の議席数は100である。かつては一部の議席が地域内の少数民族であるトルクメン人、キリスト教徒（アルメニア人、アッシリア人）の優先議席となっていたが、2024年2月に連邦最高裁判所が下したクルディスタン地域選挙法に関する判決に基づき、同年10月に実施された第6回選挙から廃止された。議員の任期は4年となっているが、選挙が延期されて5年以上在任することもある。

## 沿革
湾岸戦争後、戦争に敗れたイラク国内では反政府運動が各地で発生し、現在のクルディスタン地域のあるイラク北部でも1991年3月から自然発生的に広がった。北部での運動は共和国防衛隊によって鎮圧されたものの、国際社会の介入もあって1991年10月にイラク政府軍は北部から撤退し、同地域における事実上の自治が始まり、1992年5月にクルディスタン議会の選挙が初めて実施された。
その後10年以上にわたり選挙は実施されなかったが、2005年1月に約13年ぶりに行われた。
初めての選挙以降、クルディスタン民主党（KDP）とクルディスタン愛国同盟（PUK）による二大政党制となっていたが、2013年の選挙ではPUKが3位に終わり、PUK創設メンバーの一人が立ち上げた野党のゴラン党が2位に躍進した。
2014年に発足した第8期地方政府（クルディスタン地域政府）内は全ての主要政党が参加する形で発足したものの、KDPとゴラン党の対立が収まらず、2015年にKDPがゴラン党の議長や閣僚を追放したことにより、クルディスタン議会は事実上の閉鎖に追い込まれた。
5回目となる選挙は2017年に実施される予定であったが、地方政府大統領のマスード・バルザニによって強行されたクルディスタン地域の独立の是非を問う住民投票の影響（国土分割に反発した中央政府から制裁措置を受けた）で1年延期され、2018年9月に行われた。選挙ではPUKが第2党に返り咲き、ゴラン党は3位に転落した。
6回目となる選挙もKDPとPUKの対立の影響を受けて、当初の2022年から2024年に延期された。選挙ではKDPが第1党、PUKが第2党となり、新世代運動が3位に躍進し野党最大勢力となった。